# Cixius hirundinaria
Cixius hirundinaria är en insektsart som beskrevs av Logvinenko 1974. Cixius hirundinaria ingår i släktet Cixius och familjen kilstritar. Inga underarter finns listade i Catalogue of Life.